# 1235 dans les croisades
Cette page regroupe les évènements concernant les croisades survenus en 1235 :
- Jean III Doukas Vatatzès, empereur grec de Nicée, assiège Constantinople, mais est repoussé par Jean de Brienne[1].
- Bohémond V, prince d'Antioche épouse Lucienne de Segni, nièce du pape Innocent III[2].